# تمير عملاق
تمير عملاق (الاسم العلمي: Dreptes thomensis)، نوع من الطيور من فصيلة التميريات. وهو النوع الوحيد في جنسه Dreptes. يستوطن جزيرة ساو تومي (ساو تومي وبرينسيبي)، حيث يوجد على النجود الصخرية المركزية.
موائله الطبيعية هي غابات الأراضي المنخفضة الرطبة شبه الاستوائية أو الاستوائية والغابات الجبلية الرطبة شبه الاستوائية أو الاستوائية. إنهُ مهدد بخسارة موائله. وصف هذا النوع لأول مرة من قبل خوسيه فيسينتي باربوسا دو بوكاج في عام 1889.